# Gorthon Lines

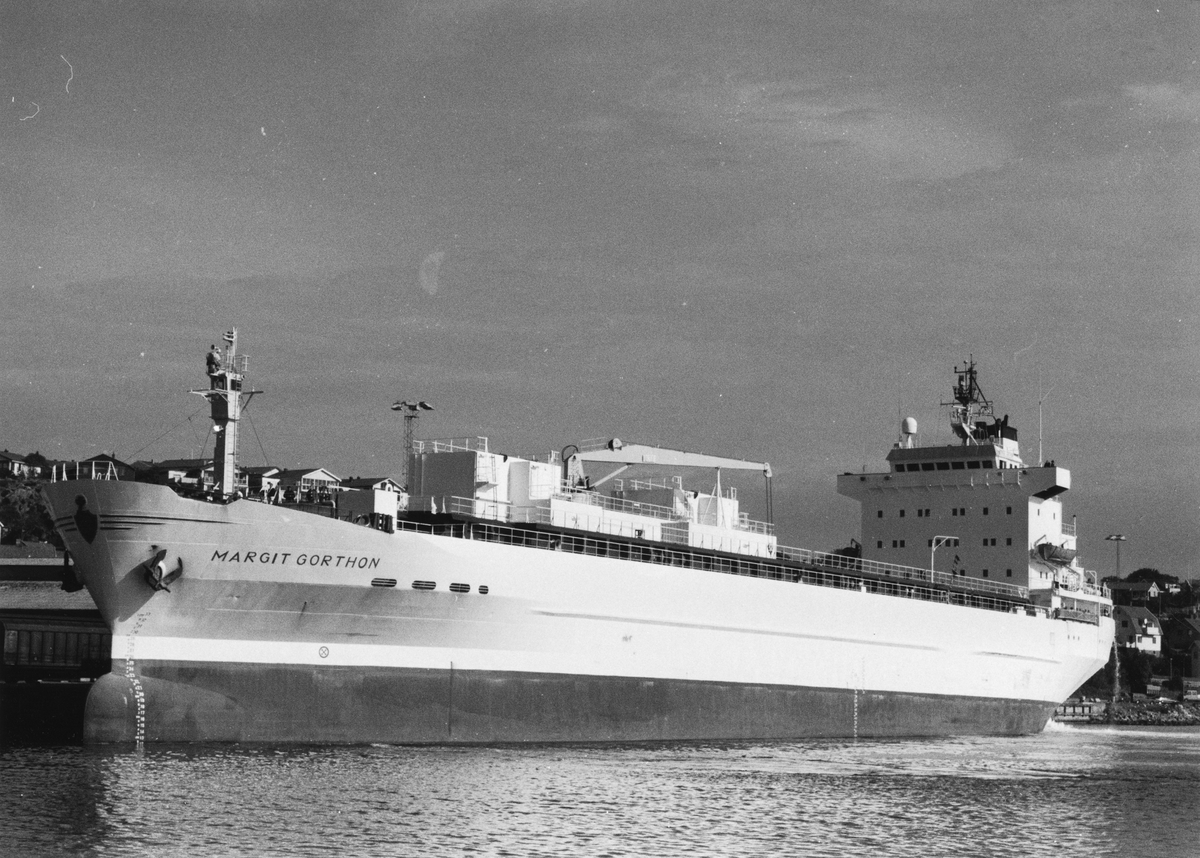
Das Palettenschiff Margit Gorthon

Die schwedische Reederei Gorthon Lines AB bestand von 1960 bis 2005 im schwedischen Helsingborg.

## Geschichte
Die Wurzeln des Unternehmens reichen bis auf das 1915 von Vater und Sohn Börjesson mit dem Geschäftsführer Johan E. Gorthon gegründete Schifffahrtsunternehmen Rederi AB Activ zurück. Im Jahr 1921 gründete das Reedertrio zusätzlich die Rederi AB Gefion mit Johan E. Gorthon als Eigentümer. Durch die Heirat von Johan E. Gorthon und der Tochter des Vaters Börjesson wurde das Unternehmen familiär gebunden.
1921 und 1924 wurden die beiden weiteren Gesellschaften Rederi AB Aurora und Rederi AB Gylfe gegründet. Nach dem Tod von Börjessons Sohn im Jahr 1928 übernahm Johan E. Gorthon die Führung des Schifffahrtsgeschäfts. Nachdem die Reedereien Aurora und Active 1935 zur Rederi AB Activ verschmolzen wurden, folgte 1936 die Eingliederung von Active in die Gesellschaft Rederi AB Gylfe. Nachdem Gylfe schon 1945 alle Anteile an Gefion übernommen hatte, wurden 1960 alle Unternehmen zur Rederi AB Gylfe fusioniert und zusätzlich die Vorratsgesellschaft Gorthons Rederier AB gegründet, welche aber erst 1974 durch die Übernahme der Rederi AB Gylfe eine eigenständige Geschäftstätigkeit aufnahm.
Die Reedereien beschäftigten sich zunächst mit Trampdiensten in der Nord- und Ostsee. In späteren Jahren nahm das Unternehmen eigene Liniendienste auf und konzentrierte sich neben Ausflügen in die Massengut-, Tank- und Kühlschifffahrt erneut auf RoRo-Liniendienste mit Papier- und Forstprodukten in der Nord- und Ostsee.
Ende der 1980er Jahre wurde Gorthons zunächst von Bilspedition und 1990 von Bylock & Nordsjöfrakt (B&N) übernommen. 1997 wurde Gorthon Lines zur eigenständigen Aktiengesellschaft ausgegliedert, bevor B&N und Gorthon Lines 2005 zur Rederi AB Transatlantic fusionierten.